# Bromsgrove
Bromsgrove är en stad i grevskapet Worcestershire i England. Staden är huvudort i distriktet med samma namn och ligger 26 kilometer nordost om Worcester samt 21 kilometer sydväst om centrala Birmingham. Tätortsdelen (built-up area sub division) Bromsgrove hade 33 461 invånare vid folkräkningen år 2011.
Det är en klassisk engelsk sovstad där många av invånarna arbetar i närliggande städer, såsom Birmingham, Redditch och Worcester. Stadens fotbollslag heter Bromsgrove Sporting FC.
Staden nämndes i Domedagsboken (Domesday Book) år 1086, och kallades då Bremesgrave.